# Flockaveli
Flockaveli è il primo album in studio del rapper statunitense Waka Flocka Flame, pubblicato nell'ottobre 2010.

## Tracce
1. Bustin' at 'Em – 4:03
2. Hard in da Paint – 4:06
3. TTG (Trained to Go) (featuring French Montana, YG Hootie, Joe Moses, Suge Gotti & Baby Bomb) – 5:05
4. Bang (featuring YG Hootie & Slim Dunkin) – 4:23
5. No Hands (featuring Roscoe Dash & Wale) – 4:22
6. Bricksquad (featuring Gudda Gudda) – 3:57
7. Fuck the Club Up (featuring Pastor Troy & Slim Dunkin) – 4:39
8. Homies (featuring YG Hootie, Popa Smurf & Ice Burgandy) – 4:54
9. Grove St. Party (featuring Kebo Gotti) – 4:10
10. O Let's Do It (featuring Cap) – 4:08
11. Karma (featuring YG Hootie & Popa Smurf) – 3:52
12. Live by the Gun (featuring RA Diggs & Uncle Murda) – 4:09
13. For My Dawgs – 3:21
14. G-Check (featuring YG Hootie, Bo Deal & Joe Moses) – 4:18
15. Snake in the Grass (featuring Cartier Kitten) – 2:58
16. Smoke, Drank (featuring Mouse & Kebo Gotti) – 4:32
17. Fuck This Industry – 5:09

## Classifiche
| Classifica (2010) | Posizione raggiunta |
| ----------------- | ------------------- |
| Stati Uniti       | 6                   |